# Benei református templom
A benei református templom Jézus Szívének nevére felszentelt 14. századi templom Beregszásztól délkeletre Benében.

## Története
A templom feltehetően okiratok adatai alapján 1354-ben épült.
A reformáció során sokan áttértek az új református hitre, 1595-ben már virágzó egyházközség működött a faluban.
1567-ben a tatárok dúlták fel Benét, templomát felégették. 1657-ben a lengyelek felgyújtották a református templomot. A sok kártétel következtében az eredetileg fazsindelyes tornya 1670-ben beomlott, ezért azt kicserélték. 
1782-ben tűzvész tombolt Benében, a templom festett famennyezete megrongálódott a tűzvész miatt, ám azt csak a 19. században újították fel.